# Poddubnyj
Poddubnyj (Поддубный) è un film del 2014 diretto da Gleb Orlov. Era un campione tra i campioni battendo atleti più giovani e più forti di lui, ma fu sempre un gentiluomo. Sorse un potere che lo vinse: quello era l'amore.

## Trama
Il film racconta la vita del famoso eroe Poddubnyj.